# Агровольтаїка

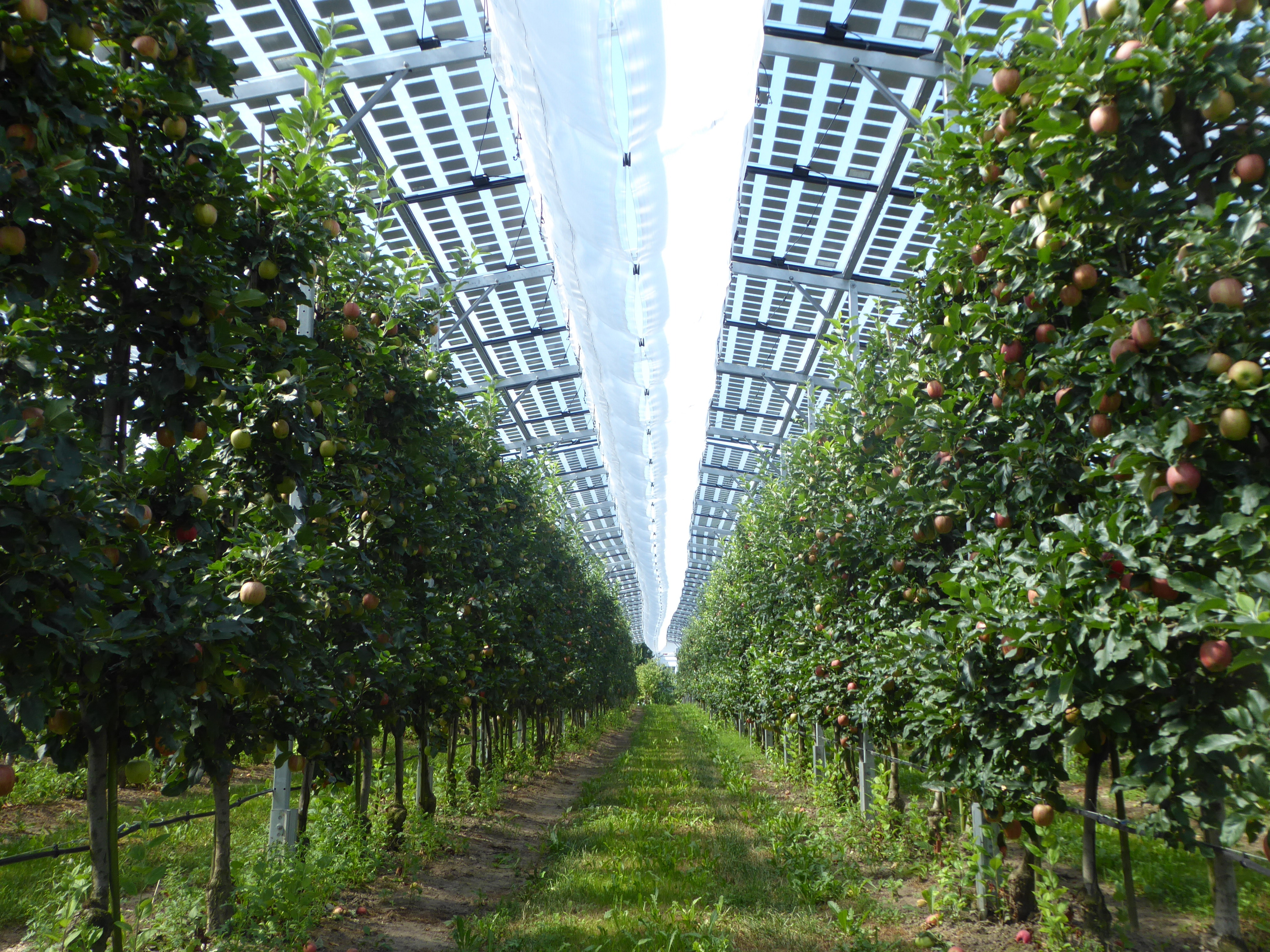
Вирощування фруктів у системі сільськогосподарської фотоелектричної системи поблизу Крессбронна на Боденському озері

Агровольтаїка — це форма сталого землекористування, яка дозволяє одночасне ведення сільського господарства та виробництво електроенергії  з встановлення фотоелектричних панелей або інших відновлюваних енергетичних систем без втрати основної функції земель як сільськогосподарських.
Технологія відома в усьому світі під різними назвами: agro-fotovoltaico в Італії, «solar sharing» в Японії  та англійський термін agrivoltaics, який вперше був використаний у публікації у 2011 році й відтоді став міжнародним.  Перша у світі конференція з агрофотовольтаїки мала назву «AgriVoltaics2020». 

## Історія

### Ідея
Ідея агрофотовольтаїки була вперше задокументована в 1981 році німецькими вченими. У статті «Картопля під колектором» у журналі Sonnenenergie автори обговорювали конкуренцію між виробництвом сонячної енергії та вирощуванням сільськогосподарських культур на ріллі та обговорювали потенціал подвійного використання.  
Ця ідея передбачає використання сільськогосподарських земель не лише для врожаю, а й для виробництва енергії шляхом встановлення сонячних панелей. Таке подвійне використання пропонує кілька переваг, зокрема підвищення продуктивності сільського господарства, забезпечення відновлюваної енергії та створення нових джерел доходу для фермерів. Критерії та умови, розроблені на початку 1980-х років, все ще служать орієнтиром при визначенні сільськогосподарських фотоелектричних систем сьогодні. 

## Технології
У Німеччині DIN SPEC 91434 в основному поділяє відкриті системи на високогірні та наземні , проте в усьому світі немає єдиного визначення та класифікації агровольтаїки, та все ж розглянемо різномаїття застосування.

### Високонавісна агровольтаїка

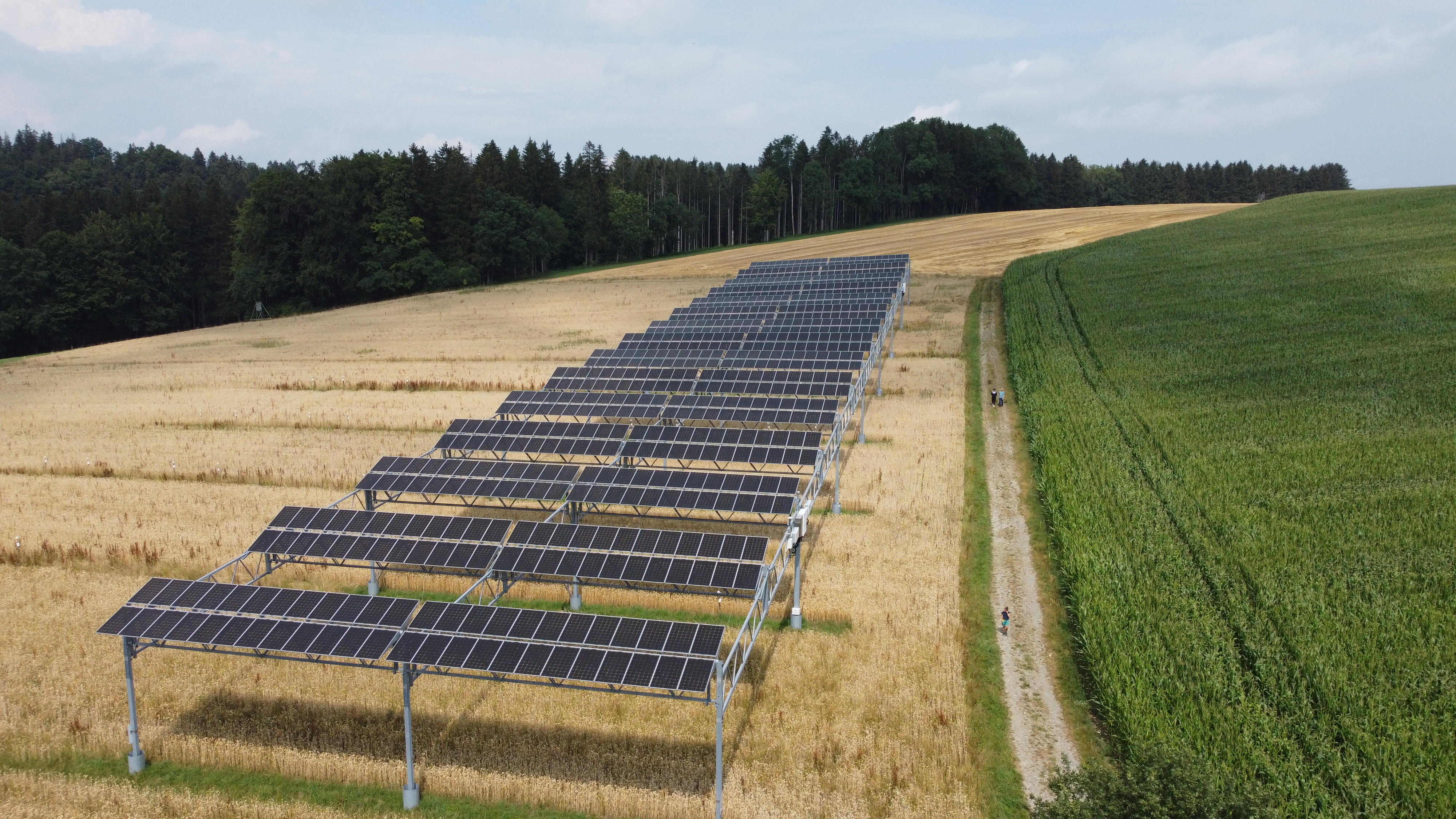
Високомонтований сільськогосподарський PV біля Хеггельбаха

Висотними системами вважаються такі, в яких сонячні модулі знаходяться щонайменше на 2,1 м над землею. Тому сільськогосподарські роботи зазвичай відбуваються під фотоелектричними модулями. Перший агро-фотоелектричний дослідницький центр у Німеччині поблизу Хеггельбаха на північ від Боденського озера є високогірним об’єктом із запасом висоти 5 м. означає, що великі сільськогосподарські машини, такі як зернозбиральні комбайни, можуть використовуватися і надалі. 

### Наземна агровольтаїка
Тут сільгоспроботи зазвичай проходять між рядами фотоелектричних модулів, які можуть бути встановлені похило або вертикально. В ідеалі вони орієнтовані на схід або захід, щоб основне виробництво електроенергії відбувалося переважно вранці та вдень/ввечері. Якщо це двосторонні фотоелектричні модулі, електроенергія може вироблятися з обох сторін. Це дозволяє до 15% підняти врожай у порівнянні зі звичайними наземними фотоелектричними системами генерується вища врожайність на встановлений кВт.  Двосторонній сонячний паркан, представлений у 2019 році, є модифікацією концепції. Фотоелектричні модулі монтуються вертикально близько до землі, відстань до землі закрита сіткою. Сонячна огорожа може бути використана, наприклад, у тваринництві як межа для вигонів або пасовищ. 

### Закриті системи
Закриті системи агровольтаїки — це спеціально сконструйовані теплиці, в яких фотоелектричні модулі вбудовані в конструкції даху або фасаду. Ці панелі виробляють сонячну енергію, створюють тінь і захищають рослини, що ростуть під ними.

### Фотоелектричні теплиці
Фотоелектричні теплиці створюють захищене середовище для рослин, що сприяє їхній обороні від шкідників і хвороб. Це забезпечує вищі стандарти якості та підвищує врожайність, особливо в регіонах із несприятливими кліматичними умовами, такими як посуха. Крім того, такі установки сприяють сталому сільському господарству, оскільки дозволяють знизити потребу в пестицидах і скоротити споживання води. Вони також допомагають зменшити викиди парникових газів і підтримують перехід на відновлювані джерела енергії.
Процес отримання дозволів на будівництво фотовольтаїчних теплиць може бути спрощеним, оскільки відповідно до будівельного законодавства вони класифікуються як будівлі й, на відміну від відкритих агрофотовольтаїчних систем, не розглядаються як інженерні споруди.

## Сільське господарство

### Сфери застосування
Прийняття агровольтаїки зростає в усьому світі. Все більше фермерів і землевласників визнають переваги сільськогосподарських земель подвійного призначення, що своєю чергою призводить до збільшення впровадження таких систем.

### Тваринництво
Постійні луки та пасовища – це луки та пасовища, які не використовувалися як посіви понад п'ять років. Тут особливо підходять наземні системи, але залежно від області застосування також можливі високомонтовані модулі. Наземні системи на постійних пасовищах є одними з найдешевших форм сільськогосподарської фотоелектричної системи, а витрати лише трохи вищі, ніж наземні фотоелектричні системи. 

#### Рослинництво
Хоча, за сучасним рівнем знань, усі культурні рослини придатні для вирощування в поєднанні з агрофотовольтаїчними (Agri-PV) установками, для деяких культур очікуються значніші синергічні ефекти, ніж для інших. Це особливо стосується тіньовитривалих видів, таких як листові овочі, зерняткові, кісточкові та ягідні культури, а також інші спеціалізовані рослини.  Результати дослідної установки в Геггельбасі показали, що певні рослинні культури, особливо в посушливих регіонах, можуть отримувати користь від затінення агрофотовольтаїчними системами. Урожайність таких культур підвищується в особливо спекотні роки, тоді як, наприклад, у картоплі та багатьох зернових культур у вологіші роки можливі втрати врожаю до 20%. Однак ці висновки ґрунтуються на перших дослідженнях і потребують подальшого вивчення для інших видів рослин.
Також тривають дослідження щодо використання адаптивних налаштувань модулів, що дозволяють індивідуалізувати управління світлом і тим самим мінімізувати втрати врожаю. Загалом діє емпіричне правило, що для сталого економічного функціонування агрофотовольтаїчні системи в рільництві потребують вищої продуктивності.

### Садівництво
Садові культури зазвичай менш залежні від світла, ніж більшість рільничих культур, і тому можуть успішно розвиватися навіть за вищого рівня затінення. 
Однак у цьому контексті часто необхідні спеціалізовані модулі, що може впливати на вартість обладнання, роблячи його дорожчим порівняно з традиційними системами. Загалом для агрофотовольтаїчних установок у садівництві діють подібні вимоги, як і для таких систем на постійних луках.

### Тваринництво
Наразі існує лише кілька об'єктів, де у фотоелектричних системах утримують тварин, окрім овець. Щодо впливу фотоелектричних модулів на пасовища, дослідження показують, що агрофотовольтаїчні установки можуть позитивно впливати на зелений покрив. Наприклад, під час експерименту на пасовищі для овець поблизу кампусу Університету штату Орегон було зафіксовано значне збільшення біомаси — приблизно на 90%, а площі під фотоелектричними модулями виявилися значно ефективнішими у використанні води (на 328%).  В іншому дослідженні, що тривало з 1996 по 2001 рік, проводився щорічний скринінг кормових трав і бобових культур на тіньовитривалість. Без конкуренції за воду та поживні речовини вирощували 43 види кормових культур у різних умовах освітленості: незатінених, помірно затінених (45%) та густо затінених (20%) Річна врожайність кормів для всіх 43 видів кормів у помірній тіні була однаковою або вищою, ніж у видів кормів у тіні.  Хоча зелений покрив під фотоелектричними модулями був меншим, ніж у незатінених ділянках, менша маса трави компенсувалася її вищою кормовою якістю.
Дослідження також показують, що агрофотовольтаїчні системи на молочних фермах можуть зменшити тепловий стрес у худоби. Цікаво, що корови зазвичай віддають перевагу тіні від сонячних панелей перед тінню від тканинних укриттів. Імовірно, це пов’язано з нижчим тепловим навантаженням під фотоелектричними модулями. Агровольтаїка сприяє створенню більш прохолодного мікроклімату завдяки зниженню температури повітря та рівня теплового випромінювання, водночас забезпечуючи виробництво відновлюваної енергії та підтримуючи сільськогосподарське використання пасовищ.